# Pochettino
Pochettino is een Italiaanse muziekterm met betrekking tot de uitvoering van termen die aanwijzingen geven over de voordracht van een stuk of een passage ervan. Men kan de term vertalen als een weinig. Dit betekent dus dat, als deze aanwijzing wordt gegeven, men de andere aanwijzing niet zeer sterk tot uitdrukking moet laten komen. Als bijvoorbeeld de aanwijzing Pochettino affettuoso gegeven wordt, betekent dit dat men licht gevoelig moet spelen, maar niet (te) sterk gevoelig. De tegenhanger van deze aanwijzing is Molto, hetgeen sterk (in hoge mate) betekent. De aanwijzing Un poco lijkt sterk op deze aanwijzing. Het enige verschil is dat deze aanwijzing geen betrekking op de voordracht heeft, maar op het tempo waarmee gespeeld moet worden. In dit geval wordt de term gekoppeld aan een tempo-aanduiding, zoals un poco allegro, waarmee bedoeld wordt dat men iets minder snel dan allegro dient te spelen.

## Andere toevoegingen aan een tempo-aanduiding
- molto, assai (zeer)
- vivace, con brio, vivo (levendig)
- con moto (met beweging)
- mosso (levendig, bewogen)
- poco a poco (beetje bij beetje, langzamerhand)
- moderato (gematigd)
- meno (minder)
- più (meer)
- quasi (bijna, ongeveer)
- troppo (te veel)
- allegro assai (zeer snel)